# NGC 6009
NGC 6009 (również PGC 56312) – galaktyka spiralna (S), znajdująca się w gwiazdozbiorze Węża. Odkrył ją Albert Marth 2 czerwca 1864 roku.